# جونيا نوداكا
جونيا نوداكا (باليابانية: 野嶽 惇也) (11 سبتمبر 1994 في كاغوشيما في اليابان – )؛ هو لاعب كرة قدم سابق كان يلعب كمهاجم.

## وصلات خارجية
- جونيا نوداكا على موقع رابطة كرة القدم اليابانية للمحترفين (اليابانية)
- جونيا نوداكا على موقع قاعدة بيانات كرة القدم.إي يو (الإنجليزية)
- جونيا نوداكا على موقع Soccerway.com (الإنجليزية)
- جونيا نوداكا على موقع عالم كرة القدم.نت (الإنجليزية)